# Third Quarterback Rule
Die Third Quarterback Rule (dt. Dritter-Quarterback-Regel) war eine Regel in der National Football League, welche erlaubt einen zusätzlichen dritten Quarterback zu haben. Die Regel wurde 2011 abgeschafft.
Der dritte Quarterback gilt dabei nicht als zusätzlicher Spieler: wird der dritte Quarterback während der ersten drei Viertel eingewechselt, so darf der Starting- oder Backup-Quarterback nicht mehr eingewechselt werden; Im vierten Viertel darf der dritte Quarterback auch eingewechselt werden, ohne dass der erste oder zweite Quarterback seine Spielberechtigung für das Spiel verliert.
Der genaue Wortlaut lautete:

“Teams will be permitted an Active List of 45 players and an Inactive List of eight players for each regular-season and postseason game. Provided, that if a club has two quarterbacks on its 45-player Active List, a third quarterback from its Inactive List is permitted to dress for the game, but if he enters the game during the first three quarters, the other two quarterbacks are thereafter prohibited from playing.”

„Jede Mannschaft ist verpflichtet eine Liste von 45 aktiven und 8 inaktiven Spielern für jedes Regular-Season- und jedes Postseasonspiel zu erstellen. Vorausgesetzt die Mannschaft hat in der Liste der aktiven Spieler nur zwei Quarterbacks, so ist es ihnen erlaubt einen dritten Quarterback von ihrer Liste der inaktiven Spieler im Spiel einzusetzen, aber wenn dieser während der ersten drei Viertel zum Einsatz kommt, so sind die beiden anderen Quarterbacks vom Spiel ausgeschlossen.“

Die Third Quarterback Rule wurde zur Saison 1991 als Reaktion auf ein Spiel zwischen den Washington Redskins und den Philadelphia Eagles in der vorangegangenen Saison eingeführt. In jenem Spiel verletzte sich sowohl der Starting-Quarterback der Redskins, Jeff Rutledge, als auch sein Backup Stan Humphries. Ohne einen dritten Quarterback mussten die Redskins einen Spieler einsetzen, welcher normalerweise auf einer anderen Position spielte. Brian Mitchell, ein Runningback, welcher im College Quarterback war, wurde für den Rest des Spiels Quarterback. Die Redskins verloren mit 14:28. Die Regel wurde 2011 abgeschafft, nachdem die Größe des aktiven Kaders von 45 auf 46 Mann angehoben wurde.
Zur Saison 2023 wurde eine ähnliche Regelung wiedereingeführt, wo jedoch nach dem Einsatz des Notfallquarterbacks die ersten beiden Quarterbacks nicht ihre Spielberechtigung verlieren.